# Martin Pring
Martin Pring (Bristol, 1580-1626) est un navigateur et explorateur anglais.

## Biographie
Il effectue en 1603 un voyage en Virginie et, avec trois navires, parvient à l'embouchure de la rivière Penobscot. En juin, il atteint l'estuaire de la Piscataqua où il entre en contact avec le peuple Abenaki. Il y effectue aussi une récolte de sassafras, considéré à l'époque pour ses vertus médicinales supposées.
Rentré en Europe en juillet 1603, il sert la Compagnie néerlandaise des Indes orientales et cartographie la côte du Maine (1606).
Fait citoyen d'honneur de la Virginia Company en 1621, en 1623, il quitte la Compagnie des Indes et devient corsaire. Il capture alors plusieurs navires français et espagnols.
Décédé en 1626, il est inhumé à Bristol dans l'église Saint-Stéphane (St Stephen's Church, Bristol).